# Гільд

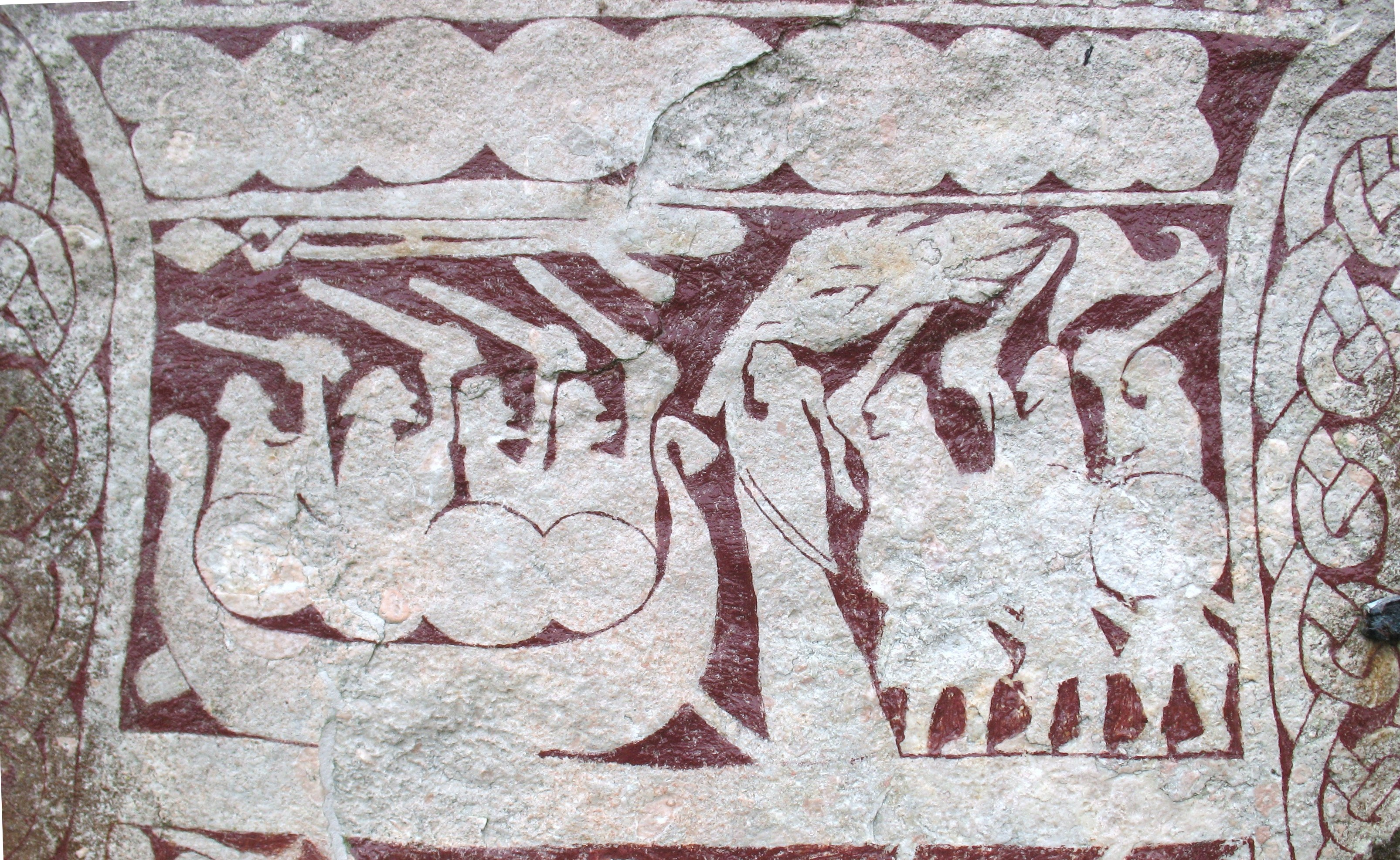
Деталь малюнка Стура-Хаммарського каменю.

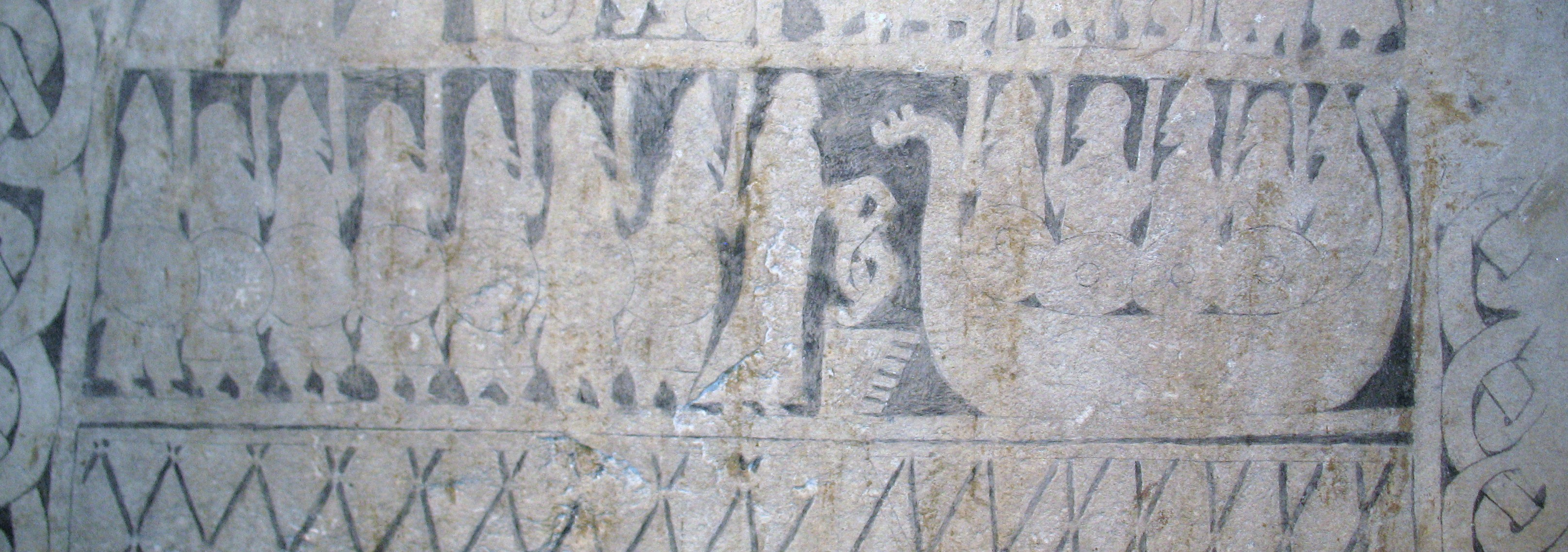
Деталь рисунка на камені. Готланд.

Гільд (давньоскан. Hildr — битва), також Гільдар — валькірія в  Германо-скандинавській міфології. Згадана в «Молодшій Едді» як дочка Гьоґні (Högni) та дружина Гедіна (Hedin). Гільд згадується в легенді про вічну битву (Hjaðningavíg). Вона володіє даром воскресіння й використовує його, щоб битва між Гьоґні та Гедіном тривала вічно.
Також нарівні з іншими валькіріями Гільд зустрічається в «Пророкуванні вьольви» та інших скальдичних поемах.
Через те, що Hildre давньоскандинавською мовою означає битва й скальди часто вдавалися до кеннінґів, то не завжди ясно, коли автор мав на увазі битву як таку, а коли валькірію на ім'я Гільд.